# Toumodi
Toumodi est une ville du centre de la Côte d'Ivoire, proche de Yamoussoukro, dans la région du Bélier. Sa population, essentiellement baoulé est estimée à plus de 40 000 habitants en 2010. Toumodi est le chef-lieu de la région du Bélier et est en même temps chef-lieu de département. En 2021, sa population est de 88 580 habitants.
Ses habitants sont appelés les Toumodilais. L'aire urbaine de Toumodi regroupe 168 363 habitants depuis 2021.
Toumodi est considérée par certains comme l'un des plus grands ronds-points de Côte d'Ivoire

## Géographie

### Toponymie
Toumodi (originellement Tomidi) : l'étranger qui arrivait dans cette ville devrait s'acheter la nourriture qu'il devra consommer.

### Localisation
Toumodi est située au centre de la Côte d'Ivoire, au nord de la ville d'Abidjan. Elle est limitée au nord par Yamoussoukro, à l'est par le département de Dimbokro et à l'ouest par Oumé.
Elle est à la croisée de grands itinéraires en Côte d'Ivoire, comme l'axe majeur reliant Abidjan à Yamoussoukro c'est-à-dire l'autoroute du Nord (A3), et l'A4 qui la relie avec Oumé et Dimbokro. Le tableau suivant présente les grands liens routiers autour de Toumodi.
| Destination  | Voie routière | Distance | Temps de parcours automobile (sans pause) |
| ------------ | ------------- | -------- | ----------------------------------------- |
| Abidjan      | A3            | 184 km   | 2 h 10                                    |
| Yamoussoukro | A3            | 55,1 km  | 50 min                                    |
| Dimbokro     | A4            | 52 km    | 55 min                                    |
| Oumé         | A4            | 64,8 km  | 1 h 30                                    |
| Bongouanou   | A4            | 113 km   | 2 h                                       |
| Bouaké       | A3            | 161 km   | 2 h 40                                    |
| Grand-bassam | A3            | 223 km   | 2 h 50                                    |

Géographiquement, elle se situe à 184 kilomètres d'Abidjan, 55,1 kilomètres de Yamoussoukro à l'ouest et 52 kilomètres de Dimbokro et à l'ouest à 64,8 kilomètres de Oumé
La commune de Toumodi a une superficie de 283 700 hectares

### Climat
Toumodi a un climat souvent tropical. On dénombre beaucoup plus de pluie en été qu'en hiver.
Toumodi a en moyenne une température de 26,6 °C avec une moyenne des précipitations annuelles de 1092 mm.
L'amplitude des précipitations entre le mois le plus sec et le plus humide est de 170 mm.
| Mois                              | jan. | fév. | mars | avril | mai  | juin | jui. | août | sep. | oct. | nov. | déc. | année |
| --------------------------------- | ---- | ---- | ---- | ----- | ---- | ---- | ---- | ---- | ---- | ---- | ---- | ---- | ----- |
| Température minimale moyenne (°C) | 19,9 | 22,1 | 22,6 | 22,6  | 22,3 | 21,9 | 21,3 | 21,3 | 21,4 | 21,6 | 21,6 | 20,3 | 21,6  |
| Température moyenne (°C)          | 26,1 | 28,2 | 28,3 | 28    | 27,4 | 26,3 | 25,3 | 25,2 | 25,7 | 26,2 | 26,6 | 25,6 | 31,6  |
| Température maximale moyenne (°C) | 32,4 | 34,3 | 34   | 33,5  | 32,5 | 30,7 | 29,3 | 29,1 | 30   | 30,9 | 31,6 | 31   | 31,6  |
| Précipitations (mm)               | 12   | 56   | 99   | 127   | 146  | 182  | 87   | 63   | 150  | 105  | 47   | 18   | 1 092 |

| Diagramme climatique                                  |            |          |             |             |             |            |            |           |             |            |          |
| J                                                     | F          | M        | A           | M           | J           | J          | A          | S         | O           | N          | D        |
| 32,419,912                                            | 34,322,156 | 3422,699 | 33,522,6127 | 32,522,3146 | 30,721,9182 | 29,321,387 | 29,121,363 | 3021,4150 | 30,921,6105 | 31,621,647 | 3120,318 |
| Moyennes : • Temp. maxi et mini °C • Précipitation mm |            |          |             |             |             |            |            |           |             |            |          |

## Histoire
Les soulèvements des Baoulés contre l'administration coloniale ont eu lieu à Toumodi en 1900. Le département de Toumodi a été créé en 1988 en tant que subdivision de premier niveau, via une scission du département de Bouaké. En 1997, les régions ont été introduites en tant que nouvelles subdivisions de premier niveau en Côte d’Ivoire ; en conséquence, tous les départements ont été convertis en subdivisions de second niveau. Le département de Toumodi était inclus dans la région des Lacs (aujourd'hui devenu région du Bélier). En 2011, les districts ont été institués en tant que nouvelles subdivisions de premier niveau en Côte d'Ivoire. Au même moment, les régions ont été réorganisées et sont devenues des subdivisions de second niveau et tous les départements ont été convertis en subdivisions de troisième niveau. A cette époque, le département de Toumodi a été intégré à la région de Bélier dans le district des Lacs. En 2012, deux sous-préfectures ont été détachées du département de Toumodi pour créer le département de Djékanou.

## Administration
Une loi de 1978 a institué 27 communes de plein exercice sur le territoire du pays.
| Date d'élection | Identité              | Parti    | Qualité           | Statut |
| --------------- | --------------------- | -------- | ----------------- | ------ |
| 1980            | ALLIALI Camille       | PDCI-RDA | Homme politique   | élu    |
| 1985            |                       | PDCI-RDA | enseignant        | élu    |
| 1990            | TIACOH Raphaël        | PDCI-RDA | Banquier          | élu    |
| 1995            | Pr YAO-DJE Christophe | PDCI-RDA | Professeur Agrégé | élu    |
| 2001            | Mme Tchinah Simone    |          |                   | élue   |
| 2013            | Mme Tchinah Simone    |          |                   | élue   |
| 2018            | Idrissa Koné          | PDCI-RDA | Homme politique   | élu    |
| 2023            | Idrissa Koné          | PDCI-RDA | Homme politique   | réélu  |

## Société

### Démographie
| 1975   | 1988   | Est 2005 | 2010   | 2021   |
| ------ | ------ | -------- | ------ | ------ |
| 13 297 | 22 114 | 31 560   | 41 379 | 88 580 |

### Éducation
C'est à Elima, au sud du pays, qu'a été créée la première école officielle le 8 août 1887 avec pour instituteur Fritz-Emile Jeand'heur venu d'Algérie. Elle comptait alors 33 élèves africains qui ont été les premiers lecteurs en langue française. Elle a fonctionné pendant 3 ans avant d'être transférée en 1890 à Assinie par Marcel Treich-Laplène, le nouveau résident de France. Le 1er mars 1904, il y avait 896 élèves en Côte d'Ivoire pour une population estimée un peu supérieure à 2 millions d'habitants.Toumodi accueille l'une des 18 écoles de village créées en 1903. Elle comportait 18 élèves encadrés par un instituteur.

## Infrastructures
Toumodi est constituée de plusieurs quartiers dénommés :
- CEG
- Toumodikro
- Résidentiel
- Justice
- Rombo
- Dioulakro
- Aklomiabla
- Zaher

### Santé
La ville de Toumodi comprend :
- L'hôpital général.
- Le Centre de santé urbain de Binava
- La Clinique médicale Espérance
- Cabinet vétérinaire CISNA

### Sports
La ville compte un club de football, le Toumodi Football Club, évoluant en 2008 en Championnat de Côte d'Ivoire de football D3, après avoir évolué en MTN Ligue 1 lors de la saison 2002.
Elle est équipée d'un stade municipal pouvant accueillir 5 000 spectateurs

### Hôtels
La ville de Toumodi comporte plusieurs hôtels dont :
- Hôtel Akanza
- Villa des Hôtes Toumodi
- Hôtel le Continental
- Résidence Les Colombes
- Motel Mandela

## Personnalités liées à la ville
- Camille Alliali, est un homme politique ivoirien.
- Gabriel Tiacoh (1963-1992), est un athlète ivoirien, spécialiste du 400 mètres, premier médaillé olympique pour la Côte d'Ivoire..
- Laurent Pokou (1947-2016), footballeur ivoirien.
- Thérèse Allah (?-2020), chanteuse ivoirienne.

## Villes voisines
- Dimbokro, Bongouanou vers l'est.
- Oumé vers l'ouest.
- Yamoussoukro au nord.
- Tiassalé au sud.